# Білл Клемент
Білл Клемент (англ. Bill Clement, нар. 20 грудня 1950, Бакінгем, Квебек) — колишній канадський хокеїст, що грав на позиції центрального нападника.
Володар Кубка Стенлі. Провів понад 700 матчів у Національній хокейній лізі. 

## Ігрова кар'єра
Хокейну кар'єру розпочав 1967 року.
1970 року був обраний на драфті НХЛ під 18-м загальним номером командою «Філадельфія Флаєрс». 
Протягом професійної клубної ігрової кар'єри, що тривала 13 років, захищав кольори команд «Філадельфія Флаєрс», «Вашингтон Кепіталс», «Атланта Флеймс» та «Калгарі Флеймс».
Загалом провів 769 матчів у НХЛ, включаючи 50 ігор плей-оф Кубка Стенлі.

## Нагороди та досягнення
- Володар Кубка Стенлі в складі «Філадельфія Флаєрс» — 1974, 1975.
- Учасник матчу усіх зірок НХЛ — 1976, 1978.

## Робота коментатором
Три роки (1989 — 1992) коментував хокейні матчі на каналі SportsChannel America. 
2002 коментував хокейні матчі на Олімпіаді в Солт-Лейк-Сіті на каналі NBC, на цьому ж каналі коментував трансляції Літніх Олімпійських ігор 2004 та 2008.
Впродовж 1986 — 2004 також коментував фінальні матчі Кубку Стенлі, як на спортивному каналі так і на радіо НХЛ.
Є одним із коментаторів у англомовній версії гри для ПК і PlayStation 2 NHL 09.

## Статистика
| Сезон        | Клуб                 | Ліга         | Регулярний сезон | Регулярний сезон | Регулярний сезон | Регулярний сезон | Регулярний сезон | Плей-оф | Плей-оф | Плей-оф | Плей-оф | Плей-оф |
| Сезон        | Клуб                 | Ліга         | І                | Г                | П                | О                | ШХ               | І       | Г       | П       | О       | ШХ      |
| ------------ | -------------------- | ------------ | ---------------- | ---------------- | ---------------- | ---------------- | ---------------- | ------- | ------- | ------- | ------- | ------- |
| 1967–68      | «Оттава 67-і»        | ОХЛ          | 38               | 6                | 19               | 25               | 41               | —       | —       | —       | —       | —       |
| 1968–69      | «Оттава 67-і»        | ОХЛ          | 53               | 18               | 28               | 46               | 101              | —       | —       | —       | —       | —       |
| 1969–70      | «Оттава 67-і»        | ОХЛ          | 54               | 19               | 36               | 55               | 62               | —       | —       | —       | —       | —       |
| 1970–71      | «Квебек Ейсес»       | АХЛ          | 69               | 19               | 39               | 58               | 88               | 1       | 0       | 0       | 0       | 0       |
| 1971–72      | «Ричмонд Робінс»     | АХЛ          | 26               | 8                | 9                | 17               | 20               | —       | —       | —       | —       | —       |
| 1971–72      | «Філадельфія Флаєрс» | НХЛ          | 49               | 9                | 14               | 23               | 39               | —       | —       | —       | —       | —       |
| 1972–73      | «Філадельфія Флаєрс» | НХЛ          | 73               | 14               | 14               | 28               | 51               | 2       | 0       | 0       | 0       | 0       |
| 1973–74      | «Філадельфія Флаєрс» | НХЛ          | 39               | 9                | 8                | 17               | 34               | 4       | 1       | 0       | 1       | 4       |
| 1974–75      | «Філадельфія Флаєрс» | НХЛ          | 68               | 21               | 16               | 37               | 42               | 12      | 1       | 0       | 1       | 8       |
| 1975–76      | «Вашингтон Кепіталс» | НХЛ          | 46               | 10               | 17               | 27               | 20               | —       | —       | —       | —       | —       |
| 1975–76      | «Атланта Флеймс»     | НХЛ          | 31               | 13               | 14               | 27               | 29               | 2       | 0       | 1       | 1       | 0       |
| 1976–77      | «Атланта Флеймс»     | НХЛ          | 67               | 17               | 26               | 43               | 27               | 3       | 1       | 1       | 2       | 0       |
| 1977–78      | «Атланта Флеймс»     | НХЛ          | 70               | 20               | 30               | 50               | 34               | 2       | 0       | 0       | 0       | 2       |
| 1978–79      | «Атланта Флеймс»     | НХЛ          | 65               | 12               | 23               | 35               | 14               | 2       | 0       | 0       | 0       | 0       |
| 1979–80      | «Атланта Флеймс»     | НХЛ          | 64               | 7                | 14               | 21               | 32               | 4       | 0       | 0       | 0       | 4       |
| 1980–81      | «Калгарі Флеймс»     | НХЛ          | 78               | 12               | 20               | 32               | 33               | 16      | 2       | 1       | 3       | 6       |
| 1981–82      | «Калгарі Флеймс»     | НХЛ          | 69               | 4                | 12               | 16               | 28               | 3       | 0       | 0       | 0       | 2       |
| Усього в НХЛ | Усього в НХЛ         | Усього в НХЛ | 719              | 148              | 208              | 356              | 383              | 50      | 5       | 3       | 8       | 26      |